# Додерер, Хаймито фон

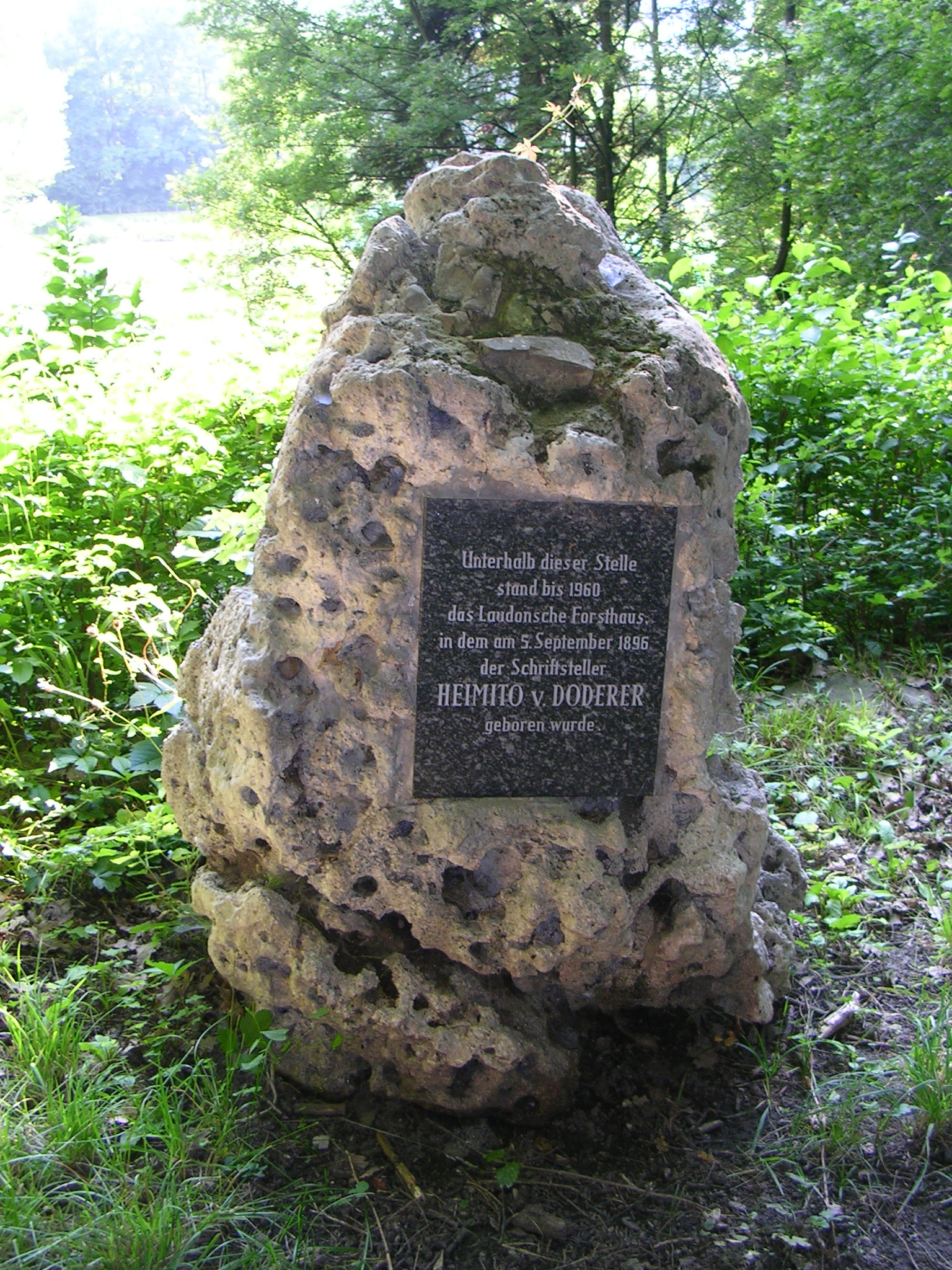
Мемориальный камень на месте дома, в котором родился Додерер

Франц Карл Хайми́то фон До́дерер (нем. Franz Carl Heimito von Doderer, 5 сентября 1896, Хадерсдорф, под Веной — 23 декабря 1966, Вена) — австрийский писатель.

## Биография
В 1914 году поступил на юридический факультет Венского университета, в 1915 году был мобилизован в австрийскую армию. Воевал на Галицийском фронте, в 1916 году попал в русский плен. Отправлен в лагерь под Красноярском, освободился и вернулся в Вену в 1920 году.
В 1923 году дебютировал книгой стихов «Улицы и картины», публиковался в многочисленных газетах Вены. В 1925 году получил докторскую степень по истории. В 1933 году вступил в национал-социалистическую партию. В 1940 году обратился в католицизм. Мобилизован в авиацию, отправлен во Францию. В 1942 году попадает на русский фронт под Курск. Страдал от жесточайших приступов невралгии. В 1945 году оказался в плену в Норвегии. В 1946 году вернулся в Линц, а затем в Вену, на пять лет отстранен от профессиональной деятельности из-за принадлежности к нацистской партии. С 1951 года его сочинения вновь начинают публиковаться.

## Творчество
В романах, вслед за рассказами и повестями, Додерер предполагал развернуть панораму австрийского общества 1880—1960-х годов. Грандиозный замысел остался недовоплощенным.

## Произведения
- Gassen und Landschaft/ Улицы и картины (1923, стихотворения)
- Die Bresche/ Бреши (1924, роман)
- Das Geheimnis des Reichs/ Тайна Империи (1930, роман)
- Ein Mord den jeder begeht/ Убийство, которое совершает каждый (1938, роман)
- Ein Umweg/ Окольный путь (1940, роман)
- Die erleuchteten Fenster/ Освещенные окна (1951, роман)
- Die Strudlhofstiege/ Штрудльхофские лестницы (1951)
- Das letzte Abenteuer/ Последнее приключение (1953, повесть)
- Die Dämonen/ Бесы (1956, роман)
- Die Merowinger/ Меровинги (1962, роман)
- Die Wasserfälle von Slunj/ Слуньские водопады (1963, первый роман задуманной и не написанной тетралогии)
- Unter schwarzen Sternen/ Под черными звездами (1966, рассказы)

## Признание
Лауреат Большой государственной премии Австрии (1958), Большой премии Баварской академии изящных искусств (1964). C 1996 в Австрии вручается премия Додерера.

## Публикации на русском языке
- Слуньские водопады. Окольный путь. Повести и рассказы. М.: Прогресс, 1981 (Мастера современной прозы)- 592 с., тир.150 тыс.
- Рассказы// Иностранная литература, 2003, № 2
- Убийство, которое совершает каждый. СПб.: Изд-во Ивана Лимбаха, 2006